# 羅拔·富蘭克林·獲加
（1850年11月29日—1930年11月19日）是一位美國律師、法學家和法學教授，曾於1893年至1897年擔任密蘇里州總檢察長，從1913年至1930年擔任密蘇里州最高法院法官，並於1919年至1922年和1927年至1928年兩次擔任首席大法官。

## 早年生活
羅拔·富蘭克林·獲加1850年出生於密蘇里州摩根縣佛羅倫斯，父親貝爾福德·史提芬生·獲加和艾碧該·劉易斯·獲加（娘家姓伊雲斯）。獲加在佛羅倫斯及其周邊地區度過了他生命的前12年。1862年8月，他的父親（一名上尉）自願擔任密蘇里州第43民兵K連連長。不久之後，他辭職並舉家搬到密蘇裡州凡爾賽。1864年，獲加14歲生日前不久，他的母親去世了。

## 教育和職業生涯
獲加於1873年畢業於密蘇里大學，1875年畢業於密蘇里大學法學院。同年晚些時候，獲加在密蘇裡州凡爾賽獲得密蘇里州律師資格，並開始從事法律工作。
1876年，他被選為摩根縣檢察官。獲加一直擔任該職位直至1885年，隨後他被司法部長班頓·布恩任命為密蘇里州助理司法部長。1892年，獲加代表民主黨競選密蘇里州總檢察長，並以49.5%的得票率當選。
1896年，獲加沒有尋求連任，並搬到了聖路易斯，在那裡擔任法官和律師。在此期間，他擔任聖路易斯商人交易所的法律顧問，1907年，他被選為密蘇里州律師協會主席，並在不同的活動和大學中旅行並發表演講。其中一項活動是在聖路易斯時事俱樂部的演講，獲加在會議上批評了當時的總統西奧多·羅斯福邀請布克·T·華盛頓訪問白宮。獲加評論道，「教導黑人誠實和勤奮，但不要試圖與他做朋友，或讓他認為他值得白人的桌子或白人的床。」他還聲稱，「（總統）是個人自由的敵人，也是他自己種族的恥辱。」同年，獲加在摩根縣老定居者協會發表講話，他的講話被抄錄並存檔在國會圖書館。

## 最高法院
1912年，獲加獲得民主黨密蘇里州最高法院席位的提名。他當選任期十年，並於1922年連任。作為一名法官，獲加「在法官席上因其自由主義觀點和經常與多數人持不同意見而聞名」。

## 個人生活、疾病與死亡
獲加結過兩次婚，第一次是在1877年9月20日與南妮·A·賴特結婚，直到她於1892年去世；然後是在1896年9月28日與日內瓦·C·珀西結婚，直到她於1929年去世。
獲加去世時，報紙報道稱，他在過去兩年中健康狀況不佳，前一年接受了一次大手術，並在生命的最後十天住院。他的死亡證明，死因是間質性腎炎，這是一種腎臟區域的炎症，他已經處理這個問題大約六個月了。